# Loria
Loria är en ort och kommun i provinsen Treviso i regionen Veneto i Italien. Kommunen hade 9 363 invånare (2018).